# Певзнер, Михаил Исаакович
Михаил (Моисей) Исаакович Пе́взнер (8 августа 1918, Асхабад, Туркестанская АССР — 1970, Москва) — советский физик, дважды лауреат Сталинской премии (1949, 1953).

## Биография
В 1940 году студентом последнего курса ЛПИ имени М. И. Калинина был принят на работу в ЛФТИАН имени А. Ф. Иоффе, в начале следующего года защитил диплом.
С июля 1941 года в народном ополчении, с августа 1941 в РККА на Ленинградском фронте. По просьбе И. В. Курчатова демобилизован в 1944 году, всю оставшуюся жизнь работал в Институте атомной энергии (первоначально — Лаборатория № 2 АН СССР), с 1956 года. начальник сектора № 4.
С 1961 года по совместительству доцент МФТИ.
Сфера научных интересов — высвобождение и исследование внутриядерной энергии.
В 1944—1946 годах занимался исследованием свойств материалов для создания первого советского ядерного реактора Ф-1, с 1946 года — нейтронно-физическими исследованиями ядерных материалов.
В 1948 году совместно с В. И. Мостовым создал ряд механических селекторов, которые по разрешающей способности и светосиле находились на уровне лучших механических образцов. На этих приборах они с сотрудниками провели исследования строения уровней ряда тяжелых элементов, что имело огромное научное и практическое значение.
В 1949 году вместе с В. И. Мостовым открыл резонанс сечения деления 239Pu тепловыми нейтронами.
Руководил созданием первых нейтронных спектрометров.
Один из основоположников изучения конденсированного состояния вещества с помощью нейтронов.
В 1960 году под его руководством разработан линейный ускоритель электронов КМВ, и на его базе был построен нейтронный спектрометр по времени пролёта.
Руководил созданием многоцелевого исследовательского комплекса «Факел», чьи параметры позволили проводить исследования в области ядерной физики.
Доктор физико-математических наук(1962).
Автор около 100 публикаций.
Умер в 1970 году. Похоронен в Москве на Новодевичьем кладбище.
Жена — Барабанова Наталия Евсеевна (1918—2009).

## Награды и премии
- Сталинская премия второй степени (1949) — за исследования по определению констант самопроизвольного деления плутония
- Сталинская премия второй степени (1953) — за расчётные и экспериментальные работы по созданию реакторов для производства трития.
- два ордена Трудового Красного Знамени (1949, 1956)
- медаль «За трудовую доблесть» (1954)
- медаль «За оборону Ленинграда»